# Eriochloa villosa
Eriochloa villosa är en gräsart som först beskrevs av Carl Peter Thunberg, och fick sitt nu gällande namn av Carl Sigismund Kunth. Enligt Catalogue of Life ingår Eriochloa villosa i släktet Eriochloa och familjen gräs, men enligt Dyntaxa är tillhörigheten istället släktet Eriochloa och familjen gräs. Arten förekommer tillfälligt i Sverige, men reproducerar sig inte. Inga underarter finns listade i Catalogue of Life.